# Le Coup de grâce (film, 1964)
Pour les articles homonymes, voir Le Coup de grâce.
Pour plus de détails, voir Fiche technique et Distribution.
Le Coup de grâce ou Les temps héroïques est un film franco-canadien réalisé par Jean Cayrol et Claude Durand, sorti en 1964.

## Synopsis
Vingt ans après la fin de la Seconde Guerre mondiale, Capri / Bruno , ancien collaborateur de la Gestapo, ayant subi une opération de chirurgie esthétique afin de changer d'apparence, se retrouve face à face avec des parents et relations de ses anciennes victimes. Il devient ami avec certains de ces proches.

## Fiche technique
- Titre : Le Coup de grâce
- Réalisation : Jean Cayrol et Claude Durand
- Scénario : Jean Cayrol et Claude Durand
- Production : Gisèle Rebillon
- Société de production : Les Films de la Pléiade, Sofracima, Soquema inc.
- Musique : Jean Ferrat
- Photographie : Jean-Michel Boussaguet
- Costumes : Pierre Faivret
- Montage : Odile Terzieff
- Format : Noir et blanc - 35 mm - Son : mono (Westrex Recording System)
- Genre : Drame
- Durée : 101 minutes
- Date de sortie : 8 mai 1964 (France)

## Distribution
- Danielle Darrieux : Yolande
- Michel Piccoli : Capri / Bruno
- Olivier Hussenot : Germain
- Florence Guerfy : Liliane
- Jean-Jacques Lagarde : Jean-Baptiste
- Yves Létourneau : Ludovic
- Alain Saury : Miguel
- Bernard Tiphaine : Mario
- Emmanuelle Riva : Sophie
- Jacqueline Laurent

## Autour du film
- 1re édition DVD en 2012 (les films du collectionneur)

### Revue de presse
- Jean d'Yvoire, « Le Coup de grâce », Téléciné no 129, Paris, Fédération des Loisirs et Culture Cinématographique (FLECC), juin-juillet 1966, p. 55,  (ISSN 0049-3287)